# Josh Kerr
Josh Kerr (Tweed Heads, 3 de março de 1984) é um surfista profissional australiano que está na ASP World Tour.

## Carreira
Seu melhor resultado foi no Margaret River Pro 2014 onde ficou em segundo lugar perdendo na final para o Michel Bourez. Josh Kerr é conhecido por seu surfe radical e seus aéreos..

## Ligações Externas
Perfil do Josh Kerr no WSL